# Rolf Nyhus
Rolf Nyhus (?, 1942. július 9. –) norvég nemzetközi labdarúgó-játékvezető.

## Pályafutása

### Nemzeti kupamérkőzések
Vezetett Kupa-döntők száma: 1.

#### Norvég Kupa
A Norvég Labdarúgó-szövetség JB elismerve szakmai felkészültségét megbízta a döntő mérkőzés koordinálásával.
| Időpont           | Helyszín               | Mérkőzés típusa | Mérkőzés                 | Eredmény | Nézők száma |
| ----------------- | ---------------------- | --------------- | ------------------------ | -------- | ----------- |
| 1971. október 24. | Ullevaal Stadion, Oslo | döntő           | Rosenborg BK–Fredrikstad | 4 : 1    | 25 180      |

### Nemzetközi játékvezetés
A Norvég labdarúgó-szövetség Játékvezető Bizottsága (JB) 1969-ben terjesztette fel nemzetközi játékvezetőnek, a Nemzetközi Labdarúgó-szövetség (FIFA) bíróinak keretébe. Több nemzetek közötti válogatott és klubmérkőzést vezetett. A norvég nemzetközi játékvezetők rangsorában, a világbajnokság-Európa-bajnokság sorrendjében többedmagával az 5. helyet foglalja el 5 találkozó szolgálatával. Az aktív nemzetközi játékvezetéstől 1985-ben búcsúzott.

#### Világbajnokság
A világbajnoki döntőhöz vezető úton Németországba  a X., az 1974-es labdarúgó-világbajnokságra,  Spanyolországba a XII., az 1982-es labdarúgó-világbajnokságra a FIFA JB játékvezetőként alkalmazta.
| Időpont              | Helyszín                            | Mérkőzés típusa           | Mérkőzés                | Eredmény | Nézők száma |
| -------------------- | ----------------------------------- | ------------------------- | ----------------------- | -------- | ----------- |
| 1973. szeptember 26. | Hillsborough Stadion, Sheffield     | előselejtező (6. csoport) | Észak-Írország–Bulgária | 0 : 0    | 6 206       |
| 1980. június 2.      | Laugardalsvöllur Stadion, Reykjavik | előselejtező (3. csoport) | Izland–Wales            | 0 : 4    | 10 254      |

#### Európa-bajnokság
Három európai-labdarúgó torna döntőjéhez vezető úton Belgiumba a IV., az 1972-es labdarúgó-Európa-bajnokságra, Jugoszláviában  az V., az 1976-os labdarúgó-Európa-bajnokságra, valamint Franciaországba a VII., az 1984-es labdarúgó-Európa-bajnokságra az UEFA JB játékvezetőként foglalkoztatta.
| Időpont            | Helyszín                      | Mérkőzés típusa           | Mérkőzés                   | Eredmény | Nézők száma |
| ------------------ | ----------------------------- | ------------------------- | -------------------------- | -------- | ----------- |
| 1971. október 13.  | Windsor Park Stadion, Belfast | előselejtező (4. csoport) | Észak-Írország–Szovjetunió | 1 : 1    | 16 573      |
| 1975. október 29.  | Hampden Park Stadion, Glasgow | előselejtező (4. csoport) | Skócia–Dánia               | 3 : 1    | 48 021      |
| 1982. november 17. | Windsor Park Stadion, Belfast | előselejtező (6. csoport) | Észak-Írország–NSZK        | 0 : 1    | 25 000      |

## Külső hivatkozások
- Rolf Nyhus. World Referee. [2011. szeptember 22-i dátummal az eredetiből archiválva]. (Hozzáférés: 2011. február 16.)
- Rolf Nyhus. zerozerofootball.com. (Hozzáférés: 2011. február 15.)[halott link]
- Rolf Nyhus. footballdatabase.eu. (Hozzáférés: 2011. február 16.)
- Rolf Nyhus. scoreshelf.com. [2015. május 22-i dátummal az eredetiből archiválva]. (Hozzáférés: 2011. február 16.)

| Elődje: Einar Røed | Kupadöntő 1971 | Utódja: Kjell Wahlen |